# Philippe Bonzon
Pour les articles homonymes, voir Bonzon.
Philippe Bonzon, né le 3 août 1939 à Paris, est un écrivain français, établi dans le canton de Vaud.

## Biographie
Avant de se consacrer à l'écriture, Philippe Bonzon, originaire de Vevey, est chargé par le ministère français de la Culture de diverses missions d'étude, d'animation et de gestion (Comédie de la Loire, Maison de la Culture de Nevers, Ville Nouvelle d'Evry, Arche de la Défense, Parc de la Villette...) Domicilié dans le canton de Vaud depuis la fin des années 1980, Philippe Bonzon est l'auteur de nombreuses œuvres pour la voix en collaboration avec le compositeur Michel Decoust.
Membre de la Société des auteurs et compositeurs éditeurs de musique et de la Maison des écrivains, il écrit de la prose.
On lui doit notamment Traces d'obscure (PAP 1991), Mors illata (Âge d'Homme 1995), Foudres (Âge d'Homme)
Camille Opéra (Alla Breve 2004), Le Dos des Amants (L'Aire 2009), L'Ombre Ouverte (Âge d'Homme 2010), Poussière de Souffle (Tituli 2014)

## Sources
- « Philippe Bonzon », sur la base de données des personnalités vaudoises sur la plateforme « Patrinum » de la Bibliothèque cantonale et universitaire de Lausanne.
- Anne-Lise Delacrétaz, Daniel Maggetti, Ecrivaines et écrivains d'aujourd'hui, p. 39
- 4e de couverture de L'ombre ouverte